# 村上茉愛
村上 茉愛（むらかみ まい、1996年8月5日 - ）は、日本の元体操選手・体操コーチ。得意種目はゆかで、H難度のシリバスとチュソビチナを両方とも成功させた数少ない選手として知られる。

## 経歴
1996年8月5日、神奈川県相模原市に生まれる。両親はともに元体操選手、兄と姉、妹と弟も体操経験者。母は美容師。3歳の時、母に勧められて体操を始める（4歳から、とする文献もある）。
2003年4月、小学校入学。在学中に池谷幸雄が主宰する池谷幸雄体操倶楽部に1期生として所属。数々のジュニア競技会に出場。同倶楽部で練習に取り組む様子が、テレビ番組『ももクロ式見学ガイド もも見!!』で取り上げられたこともある。小学生時代は児童劇団に所属して芸能活動も行う。これは師事していた池谷幸雄の「体操選手として競技をする上でのプレッシャーに慣れるため」という方針によるもの。TBSのドラマなどに出演した。6年生のときシリバスをマスターし、天才少女と呼ばれる。

### 中学校時代
2009年4月、武蔵野東中学校入学。四千頭身の石橋遼大は同期である。また、その当時からの友人である。	
2年生在学中の2010年、2010年度第41回全国中学校体操競技大会個人総合で名古屋経済大学市邨中学校の寺本明日香を抑えて優勝し、種目別では床運動と平均台の2種目で優勝した。また、この年には第64回全日本体操競技選手権大会女子種目別決勝の床運動で、日本体育大学の田中理恵とOSTC大泉スワロー体育クラブの笹田夏実を抑えて優勝している。
3年生在学中の2011年夏、左膝を骨折し半年以上競技から離れることを余儀なくされた。体操人生で初めての大けがである。

### 高等学校時代
2012年4月、明星高等学校入学。
2012年、第66回全日本体操競技団体・種目別選手権大会の床運動で優勝。全日本体操競技選手権大会は2度目の優勝である。
シリバスなど難度Hの技をこなす数少ない選手としても知られ、2年生在学中の2013年、世界体操競技選手権（世界選手権）の代表に選出され、種目別女子床運動で4位入賞。
2013年、第67回全日本体操競技団体・種目別選手権大会の跳馬で優勝。インターハイでは床運動、跳馬、団体総合の3冠を達成。

### 日本体育大学入学後
2015年4月、日本体育大学体育学部体育学科入学。同期に白井健三、1年先輩に高梨沙羅などがいる。この年、世界選手権の代表に選出され、団体で5位に入賞してリオ五輪の団体出場権獲得に貢献する。また、個人総合では6位に入賞。
2016年、全日本体操競技選手権（全日本選手権）の個人総合で初優勝・NHK杯体操選手権（NHK杯）で2位に入賞し、リオ五輪の代表候補となる。選考試技会ではトップの成績を修め代表に選出される。リオ五輪では団体総合で4位入賞に大きく貢献した。一方個人総合は自身が得意とするゆかの演技で着地を失敗して14位、種目別のゆかはターンでバランスを崩して7位に終わった。
2017年、全日本選手権の個人総合で2連覇・NHK杯の個人総合で初優勝し、2017年世界選手権代表に選出される。2017年世界選手権は個人総合の予選を首位で通過したが、決勝は平均台で落下して4位となった。種目別のゆかで金メダルを獲得。自身初、日本人女子としては1954年世界選手権の平均台で田中敬子が初めて獲得して以来63年ぶり。
2018年、FIG体操ワールドカップの女子個人総合で初優勝・全日本選手権の個人総合で3連覇・NHK杯の個人総合を2連覇。

### 日体クラブ所属後
2019年4月、日本体育大学卒業後も瀬尾京子の指導を受けるため新設する「日体クラブ」に所属することになった（当面は村上のみが所属）。
2021年7月、2020年東京オリンピック体操競技では、女子団体総合に畠田瞳、平岩優奈、杉原愛子とともに出場し予選を8位で通過し、決勝で順位を上げたものの5位となった。女子個人総合では56.032点をマークして5位となり日本歴代最高の順位（入賞者としては池田敬子、寺本明日香に続き3人目）となった。種目別床運動では銅メダルを獲得し、女子個人種目では日本初となるメダリストとなった。
2021年10月、2021年世界体操競技選手権北九州大会では、種目別のゆかで金メダル、平均台で銅メダルを獲得した。大会終了後に現役引退を発表した。瀬尾京子は
と称賛している。
オリンピックの女子体操で日本人がメダルを獲得したのは1964年東京大会の団体銅以来であるが、日本女子はもっと強くならなければいけないと思い、現役引退後は指導者となる。さしあたって日体大のコーチを務めるが、ゆくゆくは日本代表にも関われるようになりたいと『AERA』誌のインタビューで語る。
2024年6月5日、日体大のコーチを退任した。
2024年11月8日、日本体操協会の臨時理事会にて、体操女子代表の強化本部長に選出された。強化本部長制度制定後、史上最年少での就任となった。

### フィルモグラフィ
- テレビドラマ『ウメ子』（TBS、2005年12月5日） - 河合ウメ子 役(主演)[21]
- 明治CM「POWER! ひとくちの力 食事はエール 村上茉愛」篇(2020年)[22]

## 記録
- 2013年
  - 全日本個人選手権:個人総合3位
  - NHK杯:個人総合3位
  - 全日本種目別選手権:ゆか4位, 跳馬1位
  - 全国高校総合体育大会:個人総合2位
  - 全日本ジュニア選手権:個人総合5位
  - イタリア国際:団体3位
  - 世界選手権:ゆか4位
  - 豊田国際:跳馬2位
- 2014年
  - 全国高校選抜選手権:個人総合1位
  - 全日本個人選手権:個人総合6位
  - NHK杯:個人総合4位
  - 全日本種目別選手権:ゆか1位, 跳馬2位
  - 全国高校総合体育大会:個人総合2位
  - 豊田国際:ゆか1位, 跳馬1位
- 2015年
  - 全日本種目別選手権:ゆか1位, 跳馬3位
  - 全日本学生選手権:個人総合2位
  - 全日本団体選手権:団体1位
  - 世界選手権:団体5位, 個人総合6位
  - 豊田国際:跳馬1位,  段違い平行棒:4位
- 2016年
  - 全日本個人選手権:個人総合1位
  - NHK杯:個人総合2位
  - 全日本種目別選手権:ゆか1位, 段違い平行棒4位
  - アメリカンカップ:個人総合6位

（）

## 人物
- BTSのファンで、振り付けも完コピできる[2]。
- 2023年2月23日、体操男子ナショナルトレーナー・森田敦士と入籍[23]。
- 母親の英子は全日本美容技術選手権大会の花嫁化粧着付競技で２連覇している[24]。